# اینگرید بولتینگ
اینگرید بولتینگ (به انگلیسی: Ingrid Boulting) (زاده ۱۱ ژانویهٔ ۱۹۶۲) بالرین ، مدل ، بازیگر آمریکایی است.
از فیلم‌های معروف او می‌توان به بازی در فیلم آخرین سرمایه‌دار بزرگ و نبرد برای رم اشاره کرد.